# Kristoffer Leandoer

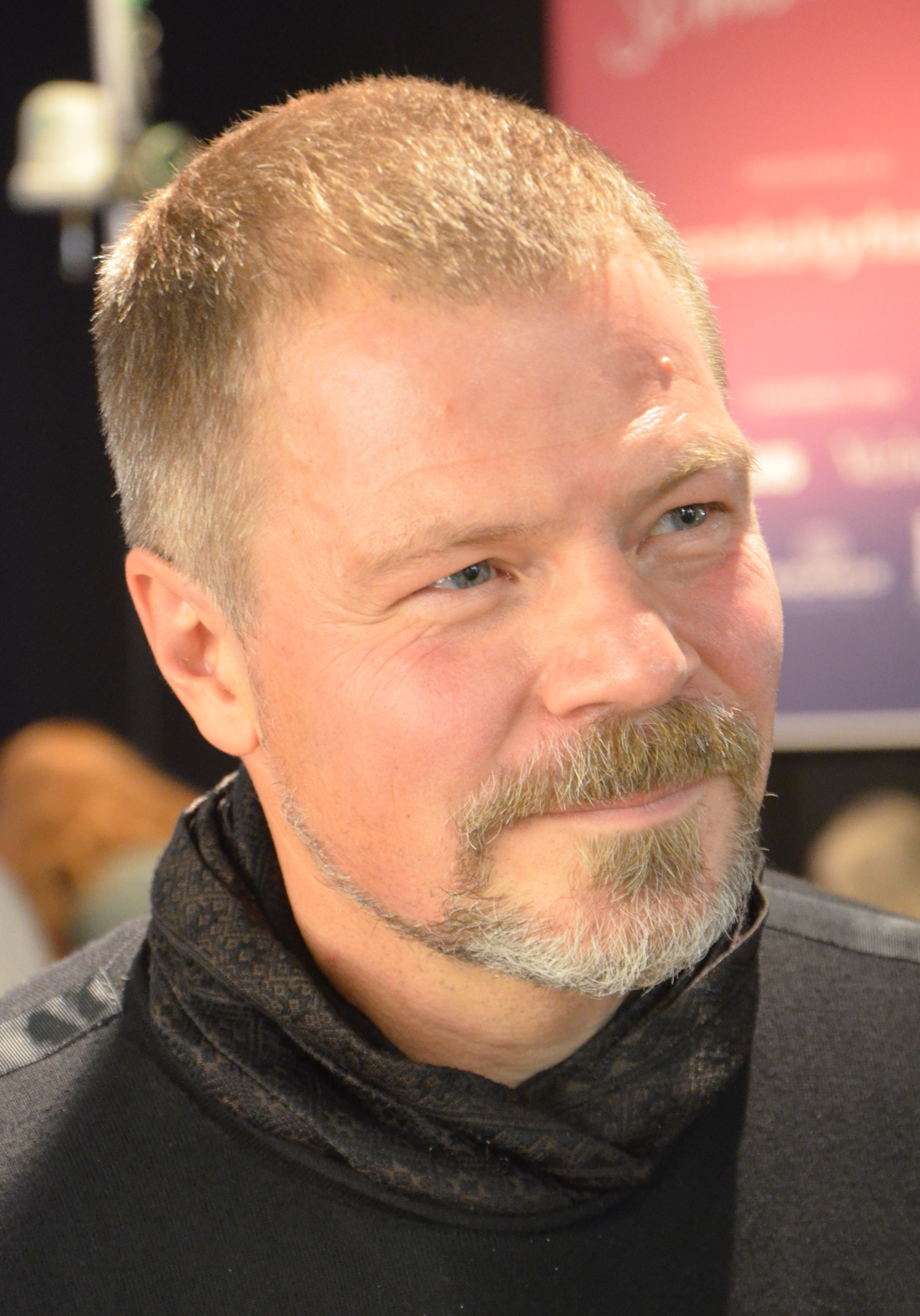
Kristoffer Leandoer (2013)

Sten Wilfred Kristoffer Leandoer (* 6. Mai 1962 in Stockholm) ist ein schwedischer Schriftsteller, Übersetzer und Literaturkritiker.

## Leben
Kristoffer Leandoer wuchs etwa 50 km nordwestlich von Stockholm in Sigtuna auf und hat Kunstgeschichte und Vergleichende Literaturwissenschaft an der Universität Stockholm studiert. Er begann seine berufliche Laufbahn als freiberuflicher Literatur- und Theaterkritiker bei der Literaturzeitschrift Allt om böcker, bei Stockholms-Tidningen und bei Dagens Nyheter. Von 1988 bis 1990 war er in der Kulturredaktion von Aftonbladet beschäftigt. Zusammen mit seiner Frau Åsa Crona-Leandoer gründete er 1990 das Magazin För kännedom und war von 2002 bis 2004 Herausgeber des neu gestarteten Bonniers Litterära Magasin.
Kristoffer Leandoer brachte seinen ersten Gedichtband Dykarklocka 1987 heraus, dem weitere zunehmend fantastischere Bände folgten. Größere Aufmerksamkeit konnte er 1994 mit seiner Sammlung von Horror-Geschichten Svarta speglar: skräckberättelser erlangen. Er ist jedoch vor allem als jemand bekannt, der die französische Literatur in Schweden einführt und der als Übersetzer für französisch schreibende Autoren wie Bernard Noël, Christophe Tarkos, Gérard de Nerval, Marcel Schwob, Édouard Levé oder Emmanuel Carrère arbeitet. Weiterhin hat er angelsächsischen und US-amerikanischen Autoren von Fantasy-Literatur wie Neil Gaiman, Christopher Paolini oder Lauren Oliver ins Schwedische übersetzt. In Büchern wie Huset som Proust byggde oder Mask verschrieb sich Leandoer dem Thema der Literatur-Essays.
2004 hat Leandoer den schwedischen Science-Fiction- und Fantasy-Verlag Onsdag gegründet. Von 2005 bis 2008 war er als Berater des Verlages von Albert Bonnier angestellt.
Im November 2018 wurde er in das Nobelkomitee für den Nobelpreis für Literatur berufen, aus dem er am 2. Dezember 2019 wieder ausschied. 2020 wurde er für Längta hem, längta bort. En essä om litteratur på flykt für den August-Preis nominiert.
Leandoer ist mit der schwedischen Botschafterin in Albanien Elsa Håstad verheiratet und hat zwei Kinder, Jonatan (* 1996) und Miriam (* 2000).  Jonatan ist unter dem Pseudonym Yung Lean als Rapper und Produzent tätig.

## Auszeichnungen
- Zibetska priset (2007)
- De Nios Vinterpris (2008)
- Jacques Outin-priset (2013)
- Lotten von Kræmers pris (2016)
- Sorescupriset (2016)
- Karin Gierows pris (2017)
- Expressens Björn Nilsson-pris för god kulturjournalistik (2020)[4]

## Werke
- Dykarklocka. Legenda, Stockholm 1987, ISBN 978-91-582-1097-4.
- Glaskropp: dikter. Norstedt, Stockholm 1990, ISBN 978-91-1901791-8.
- Stjärngräs: dikter. Norstedt, Stockholm 1991, ISBN 978-91-1912011-3.
- Svarta speglar: skräckberättelser. Norstedt, Stockholm 1994, ISBN 978-91-1942111-1.
- Flipperspelaren: roman. Norstedt, Stockholm 1996, ISBN 978-91-1951262-8.
- Stockholmssjukan: dikter. Norstedt, Stockholm 1997, ISBN 978-91-1972061-0.
- Änglar i hissen. Bonnier Carlsen, Stockholm 1998, ISBN 978-91-638-3556-8. auf Deutsch: Land der Engel: Roman. Beltz und Gelberg, Weinheim 2000, ISBN 978-3-407-78443-8.
- Jag. Du. Vi.: en bok om Proust. Ellerströms, Lund 1998, ISBN 978-91-86489-92-2.
- Fjädrar på vinden. Bonnier Carlsen, Stockholm 1999, ISBN 978-91-638-3591-9.
- Två apelsiner: en dikt i tre avdelningar. Pequod Press, Malmö 1999, ISBN 978-91-973132-8-5.
- Strandridare och 13 andra skräcknoveller. Bonnier Carlsen, Stockholm 2000, ISBN 978-91-638-3760-9.
- Hundarna i stenen. Bonnier Carlsen, Stockholm 2001, ISBN 978-91-638-8415-3.
- Tornseglarna. Bonnier Carlsen, Stockholm 2002, ISBN 978-91-638-8418-4.
- Kyrkogård för dikter 1999–2002. Pequod Press, Malmö 2002, ISBN 978-91-973801-2-6.
- Julrysare. Bonnier Carlsen, Stockholm 2004, ISBN 978-91-638-8417-7.
- Skymningsfursten: en roman om det främmande. Onsdag, Stockholm 2005, ISBN 978-91-975433-4-7.
- Huset som Proust byggde: 200 års fransk modernism. Bonnier Carlsen, Stockholm 2007, ISBN 978-91-0-010898-4.
- Här står jag och väntar på att falla: hemlösa dikter. ETC, Stockholm 2008, ISBN 978-91-85949-03-8.
- Mask: litteraturen som gömställe. Pequod Press, Malmö 2010, ISBN 978-91-86617-01-1.
- Övningsuppgifter. Pequod Press, Malmö 2012, ISBN 978-91-86617-13-4.
- Namnsdagsflickan. Bonnier Carlsen, Stockholm 2012, ISBN 978-91-638-6915-0.
- September. Natur & Kultur, Stockholm 2013, ISBN 978-91-27-13374-7.
- Slut, symbolisterna vid tidens ände. Pequod Press, Malmö 2014, ISBN 978-91-86617-27-1.
- De försvunna böckernas bibliotek. Natur & Kultur, Stockholm 2016, ISBN 978-91-27-14850-5.
- Vägen till det stora kanske. Pequod Press, Malmö 2016, ISBN 978-91-86617-37-0.
- Barn. Paradiset och flykten därifrån. Pequod Press, Malmö 2018, ISBN 978-91-86617-45-5.
- Längta hem, längta bort : en essä om litteratur på flykt. Natur & Kultur, Stockholm 2020, ISBN 978-91-27-16618-9.
- Upphörligheten. Pequod Press, Malmö 2021, ISBN 978-91-86617-64-6.
- Den oavslutade litteraturen : En essä om allt som inte blev klart. Natur & Kultur, Stockholm 2023, ISBN 978-91-27-17000-1.